# Kheireddine el-Ahdab

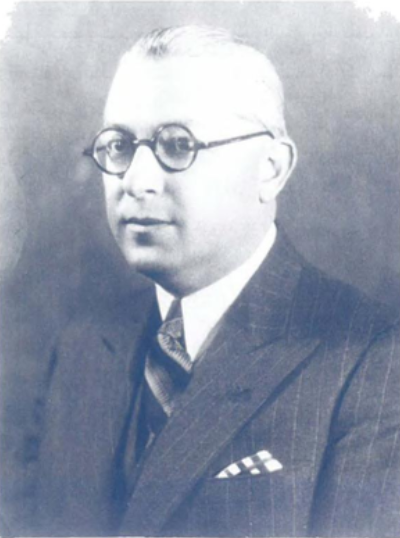
Kheireddine el-Ahdab

Kheireddine el-Ahdab (auch Kheireddine al-Ahdab; arabisch خير الدين الأحدب Chair ad-Din al-Ahdab, DMG Ḫair ad-Dīn al-Aḥdab; * 1894 in Beirut; † 1941 in Marseille) war ein Politiker des Großlibanon.
Am 5. Januar 1937 wurde er zum ersten muslimischen Ministerpräsidenten des Libanon. Zuvor veröffentlichte er eine panarabische Zeitung. Er diente – für etwas mehr als ein Jahr – bis zum 18. März 1938 als Regierungschef.
Seit seiner Wahl ist das Amt immer für einen sunnitischen Muslim reserviert. El-Ahdab selbst war Sunnit.